# Suzuki SX4 S-Cross
Suzuki SX4 S-Cross – samochód osobowy typu kompaktowy crossover marki Suzuki produkowany w latach 2013–2021.

## Historia modeli

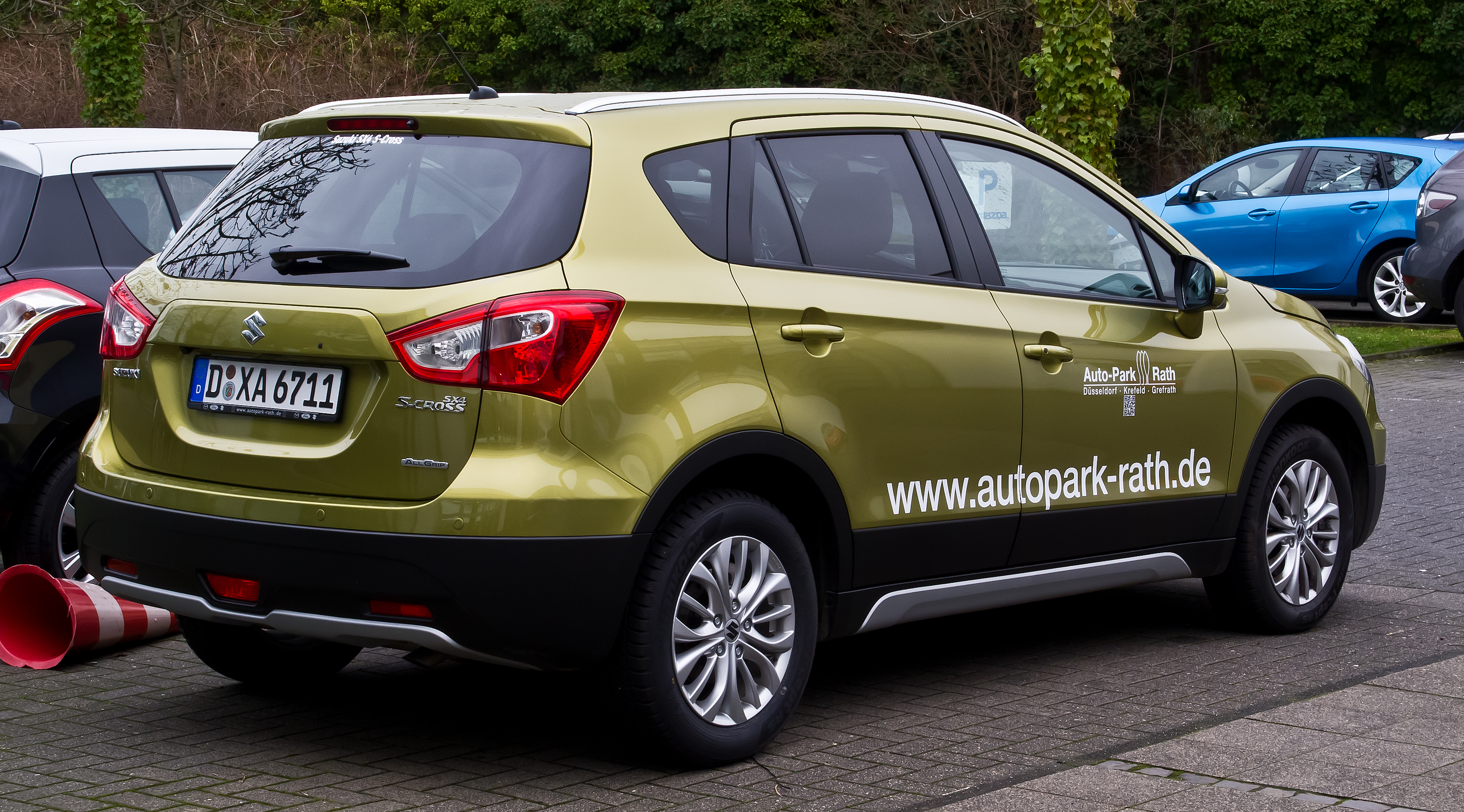
Suzuki SX4 S-Cross - tył

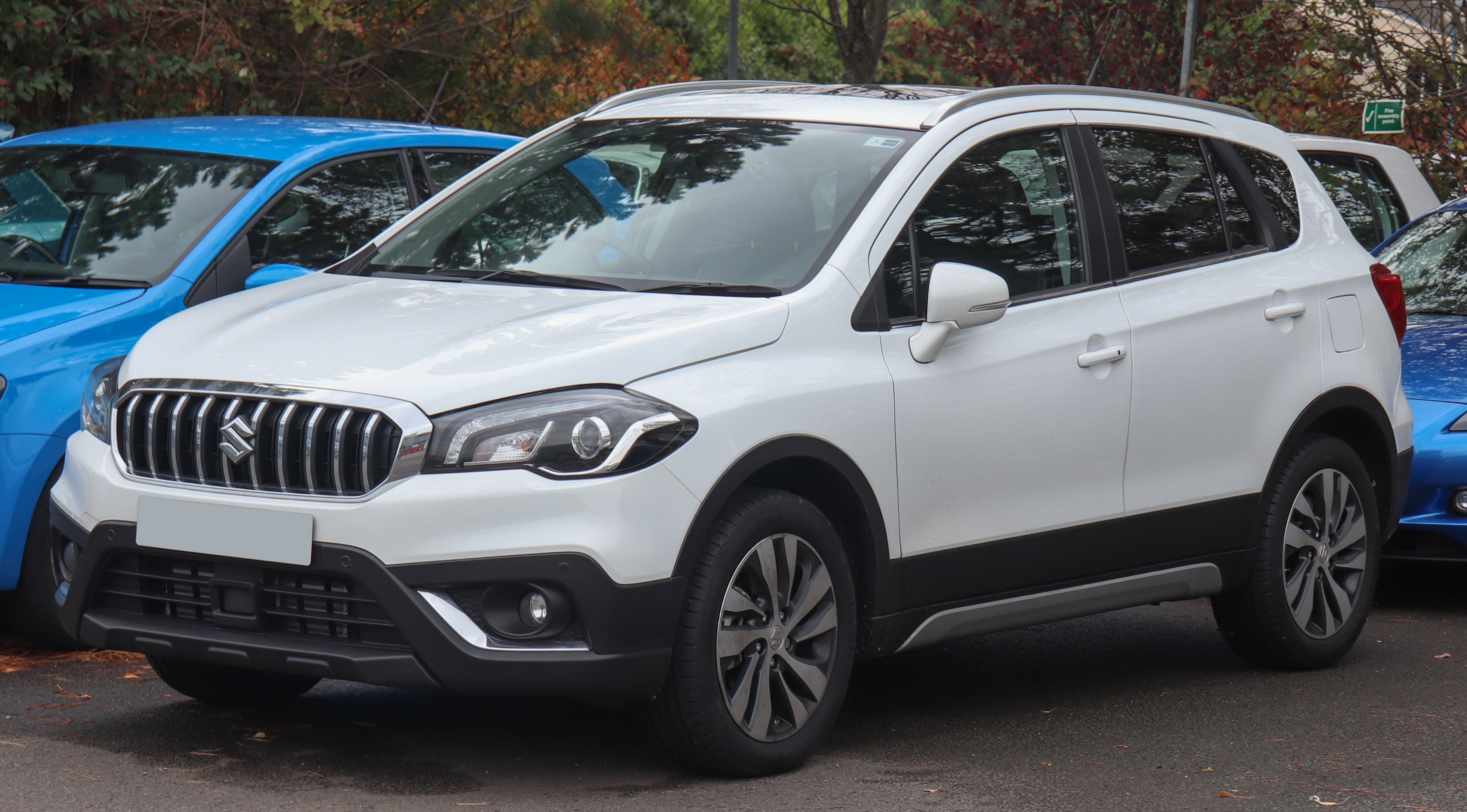
Suzuki SX4 S-Cross po liftingu

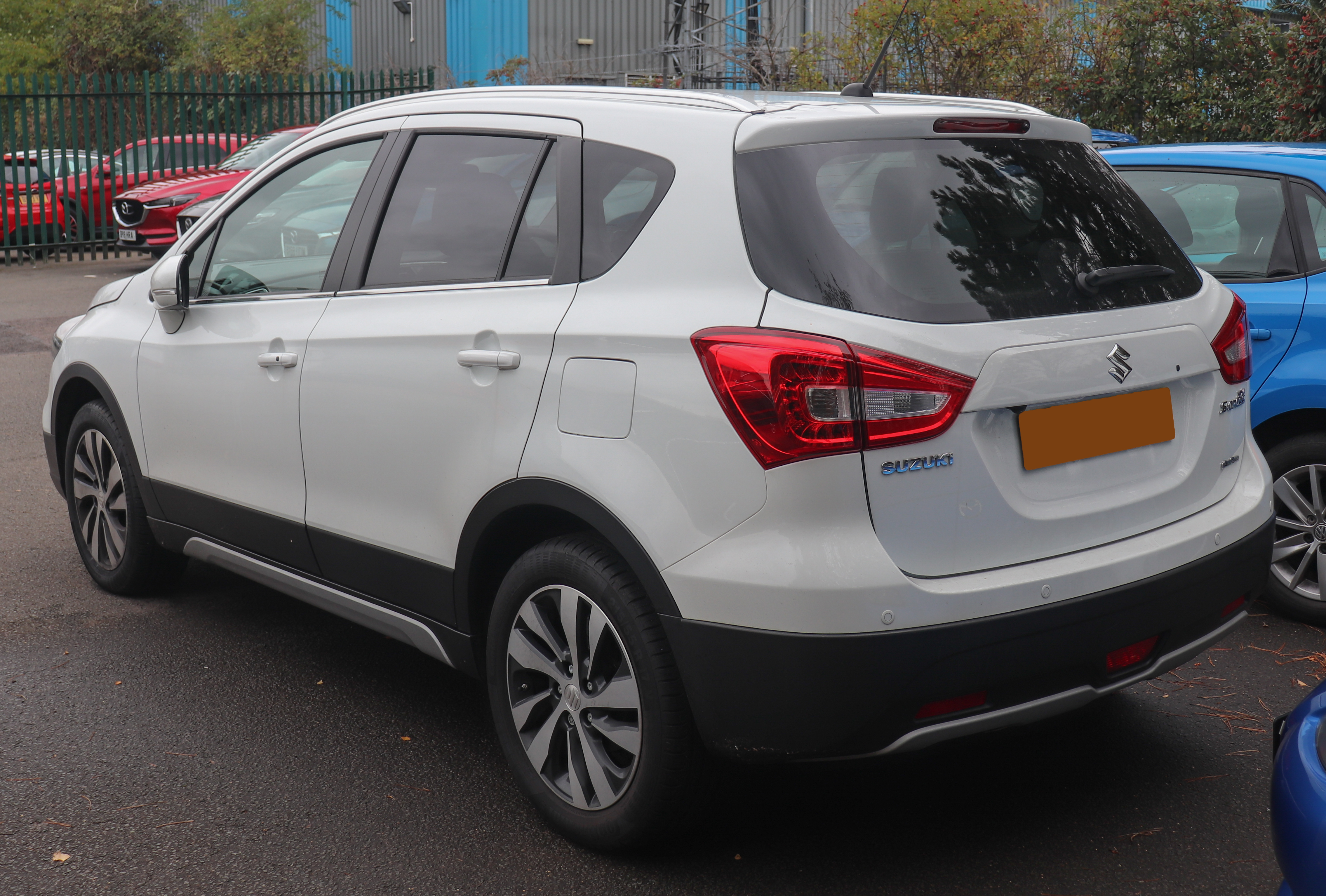
Suzuki SX4 S-Cross po liftingu

Samochód zadebiutował w marcu 2013 roku, podczas salonu w Genewie jako seryjna interpretacja na temat studium Suzuki S-Cross. Mimo członu w nazwie SX4 nie pełni funkcji następcy i jest pozycjonowany wyżej w gamie. Długość nadwozia kwalifikuje model Suzuki jako odpowiedź japońskiego producenta na takie samochody, jak Nissan Qashqai czy Mitsubishi ASX. Dzięki temu zwiększeniu uległa przestrzeń dla pasażerów podróżujących na tylnej kanapie oraz pojemność bagażnika.
Auto w Polsce oferowane jest z napędem na przednią lub obie osie. Silnik benzynowy może opcjonalnie współpracować z bezstopniową automatyczną skrzynią CVT.

### Face lifting
Jesienią 2016 roku zaprezentowano zmodernizowaną wersję modelu SX4 S-Cross, która wyróżnia się nowym pasem przednim ze zmienioną atrapą chłodnicy i kształtem reflektorów, innym wypełnieniem tylnych świateł, nowymi wersjami wyposażenia oraz jednostkami napędowymi. Przy okazji modernizacji wycofano silnik wysokoprężny 1.6 DDIS, a bezstopniowa skrzynia CVT została zastąpiona przez klasyczną hydrokinetyczną 6-biegową przekładnię.

### SX4 S-Cross Mild Hybrid
W 2020 roku Suzuki do gamy SX4 S-Cross wprowadził 48-woltowy układ miękkiej hybrydy. Zelektryfikowany napęd to autorska konstrukcja Suzuki, która ma łączyć dynamiczne osiągi z umiarkowanym spalaniem. Pierwsze skrzypce w takim zespole gra silnik spalinowy 1.4 BoosterJet o mocy 129 KM, współpracujący z napędzanym paskiem urządzeniem ISG o mocy 10 kW łączące w sobie funkcję rozrusznika i generatora. Dzięki niemu podczas wytracania prędkości silnik nie zużywa paliwa, a odzyskana energia ładuje chłodzony powietrzem akumulator litowo-jonowy (8 Ah). ISG pełni też funkcję silnika elektrycznego=, wówczas wykorzystuje zebrany prąd i wspomaga jednostkę benzynową zatykając turbodziurę dodatkowym zastrzykiem 50 Nm momentu obrotowego.

### Wersje wyposażeniowe[3]
- Comfort
- Premium
- Elegance
- Elegance SUN